# كارل كورلي
كارل كورلي (بالإنجليزية: Carl Corley)‏ هو كاتب أمريكي، ولد في 15 ديسمبر 1921.